# Canaceoides tenuistylus
Canaceoides tenuistylus är en tvåvingeart som beskrevs av Wirth 1969. Canaceoides tenuistylus ingår i släktet Canaceoides och familjen Canacidae. Inga underarter finns listade i Catalogue of Life.